# Dahe’an (köpinghuvudort i Kina, Hubei Sheng, lat 30,84, long 115,48)
Dahe'an är en köpinghuvudort i Kina. Den ligger i provinsen Hubei, i den centrala delen av landet, omkring 120 kilometer öster om provinshuvudstaden Wuhan. Antalet invånare är 30 825. Befolkningen består av 14 531 kvinnor och 16 294 män. Barn under 15 år utgör 13,0 %, vuxna 15-64 år 76 %, och äldre över 65 år 10,0 %.
Runt Dahe'an är det tätbefolkat, med 276 invånare per kvadratkilometer. Närmaste större samhälle är Fengshan, 9,9 km sydväst om Dahe'an. I omgivningarna runt Dahe'an växer i huvudsak blandskog.
Genomsnittlig årsnederbörd är 1 917 millimeter. Den regnigaste månaden är juli, med i genomsnitt 301 mm nederbörd, och den torraste är december, med 52 mm nederbörd.